# 잔드라 휠러
잔드라 휠러(독일어: Sandra Hüller, 1978년 4월 30일~)는 독일의 배우이다.
영화 《레퀴엠》을 통해서 베를린 영화제 은곰상 여자연기자상을 수상했다. 영화 《토니 에르트만》을 통해서는 유럽 영화상 여우주연상, 독일 영화상 여우주연상을 수상했다. 영화 《추락의 해부》를 통해 세자르상 여우주연상을 수상했으며, 아카데미 여우주연상, 영국 아카데미 여우주연상 후보에도 올랐다.

## 작품 목록

### 영화
- 레퀴엠 (2006)
- 베를린의 여인 (2008)
- 토니 에르트만 (2016)
- 괴테스쿨의 사고뭉치들 3 (2017)
- 인 디 아일 (2018)
- 시빌 (2019)
- 프록시마 프로젝트 (2019)
- 아임 유어 맨 (2021)
- 뮌헨: 전쟁의 문턱에서 (2021)
- 추락의 해부 (2023)
- 존 오브 인터레스트 (2023) - 헤트비히 회스 역
- 프로젝트 헤일메리 (2026) - 에바 스트라트 역
- 주디 (2026)

### TV
- 폴리차이루프 110 (2014)